# Liste der Biografien/Pup
Liste der Biografien |
Portal Biografien |
Personensuche
# |
A |
B |
C |
D |
E |
F |
G |
H |
I |
J |
K |
L |
M |
N |
O |
P |
Q |
R |
S |
T |
U |
V |
W |
X |
Y |
Z |
?
 
Pa |
Pc |
Pe |
Pf |
Ph |
Pi |
Pj |
Pk |
Pl |
Pm |
Pn |
Po |
Pr |
Ps |
Pt |
Pu |
Pv |
Pw |
Py
 
Pua |
Pub |
Puc |
Pud |
Pue |
Puf |
Pug |
Puh |
Pui |
Puj |
Puk |
Pul |
Pum |
Pun |
Puo |
Pup |
Pur |
Pus |
Put |
Puu |
Puv |
Puy |
Puz
Die Liste der Biografien führt alle Personen auf, die in der deutschsprachigen Wikipedia einen Artikel haben. Dieses ist eine Teilliste mit 53 Einträgen von Personen, deren Namen mit den Buchstaben „Pup“ beginnt.

## Pup

### Pupa
- Pupato, Andi (* 1971), Schweizer Perkussionist und Jazz-Schlagzeuger

### Pupe
- Pupeter, Claudia (* 1979), deutsche Schauspielerin und Moderatorin

### Pupi
- Pupianus Verinus, Lucius, römischer Centurio (Kaiserzeit)
- Pupienus († 238), römischer Kaiser
- Pupienus Africanus, Marcus, römischer Politiker und Konsul 236
- Pupikofer, Johann Adam (1797–1882), Schweizer Historiker und protestantischer Geistlicher
- Pupillo, Massimo (1929–1999), italienischer Drehbuchautor, Filmproduzent und Filmregisseur
- Pupillo, Massimo (* 1969), italienischer Fusion- und Improvisationsmusiker
- Pupillo, Nick (* 1992), US-amerikanischer Pokerspieler
- Pupin, Mihajlo Idvorski (1854–1935), US-amerikanischer Physiker und Schriftsteller serbischer Herkunft
- Pupini, Biagio, italienischer Maler und Zeichner des Manierismus
- Pupinis, Edmundas (* 1964), litauischer Politiker
- Pupius Piso Frugi Calpurnianus, Marcus, römischer Politiker

### Pupk
- Pupkewitz, Harold (1915–2012), namibisch-litauischer Manager
- Pupkow, Jewgeni (1976–2021), kasachischer Eishockeyspieler und -trainer

### Pupl
- Puplauskas, Vytautas Adolfas (* 1930), litauischer Politiker, Mitglied des Seimas

### Pupo
- Pupo (* 1955), italienischer SängerPupo (* 1955)

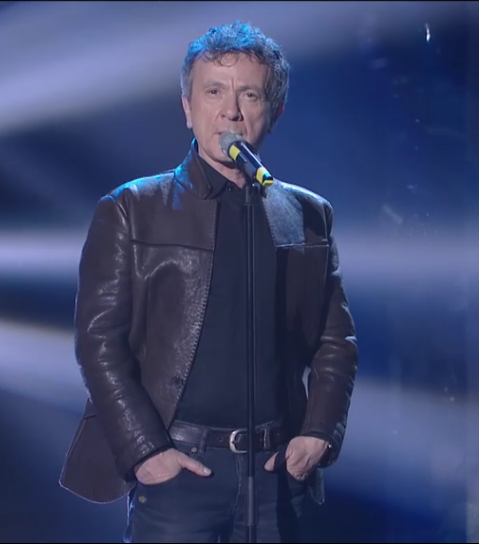
Pupo (* 1955)

- Pupo, Jorge (* 1960), kubanischer Schauspieler, Synchronsprecher und Produzent
- Pupo, Jorge (* 1982), kubanischer Wasserspringer
- Pupo, Leuris (* 1977), kubanischer Sportschütze
- Pupo, Teng-lieh (* 1976), taiwanischer Dartspieler
- Pupo, Yannick (* 1988), brasilianischer Fußballspieler
- Pupovac, Alexander (1866–1918), österreichischer Rechtsanwalt und Politiker
- Pupovac, Branka (* 1972), australische Rollstuhltennisspielerin

### Pupp
- Pupp, Alois (1900–1969), italienischer Politiker (Südtirol)
- Pupp, Gisbert (1939–2015), deutscher Maler und Grafiker
- Pupp, Julius (1870–1936), böhmischer Hotelier und Eigentümer des Grandhotel Pupp in Karlsbad
- Pupp, Noémi (* 1998), ungarische Kanutin
- Pupp, Réka (* 1996), ungarische Judoka
- Pupp, Thomas (* 1962), österreichischer Politiker (SPÖ), Landtagsabgeordneter in Tirol
- Puppa, Daniela (* 1947), italienische Industriedesignerin
- Puppa, Daren (* 1965), kanadischer Eishockeyspieler
- Pupparo, Bruno (1959–2009), italienischer Tonmeister und Dozent der italienischen Filmhochschule
- Puppe, August (1903–1933), deutscher SA-Führer
- Puppe, Clemens (* 1960), deutscher Wirtschaftstheoretiker
- Puppe, Dieter (1930–2005), deutscher Mathematiker
- Puppe, Georg (1867–1925), deutscher Rechts- und Sozialmediziner
- Puppe, Ingeborg (* 1941), deutsche Rechtswissenschaftlerin
- Puppe, Johann (1882–1941), deutscher Ingenieur
- Puppe, Ole (* 1969), deutscher Schauspieler
- Puppe, Volker (* 1938), deutscher Mathematiker
- Puppel, Fritz (1944–2024), deutscher RockmusikerFritz Puppel (1944–2024)

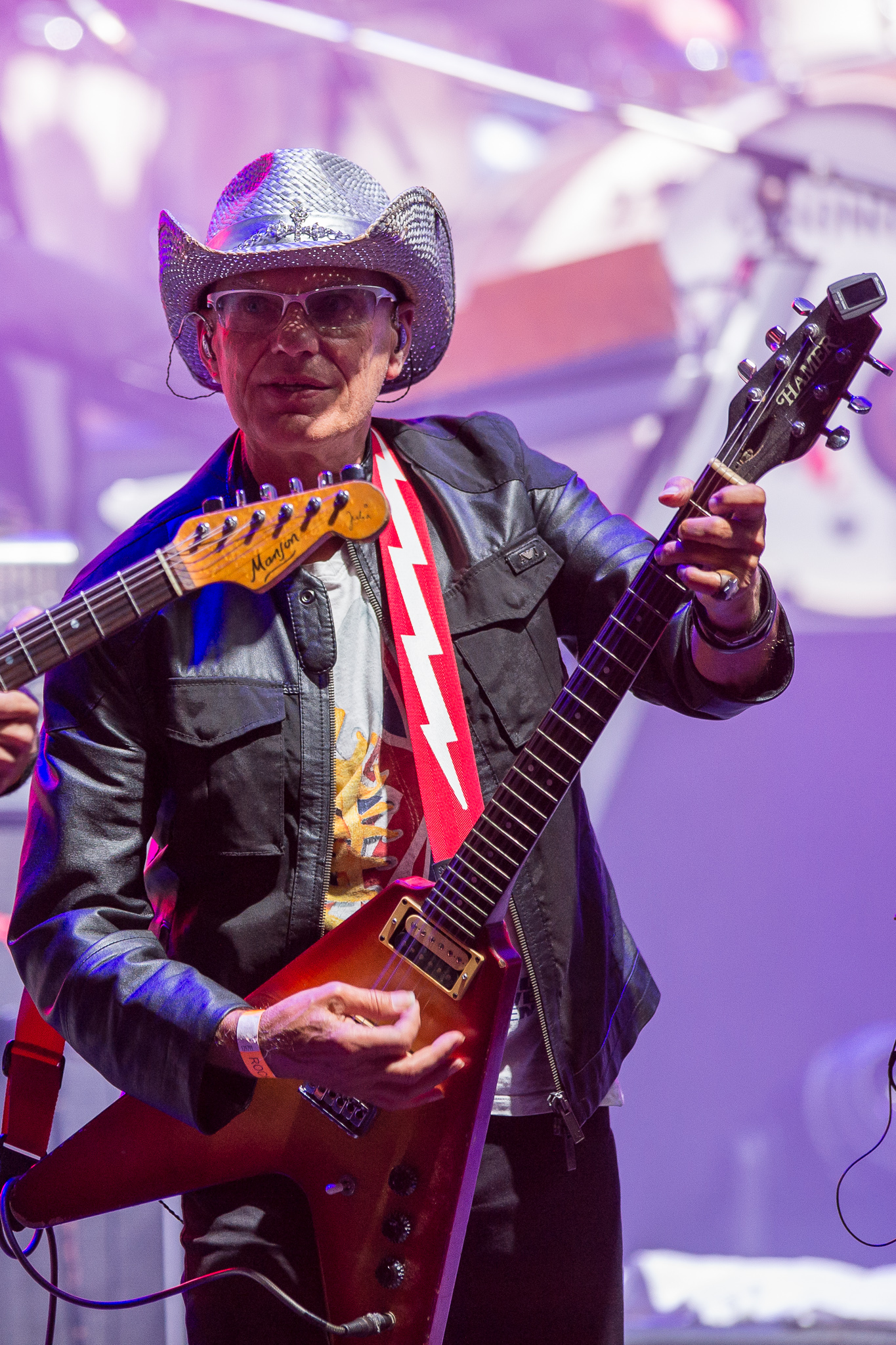
Fritz Puppel (1944–2024)

- Puppel, Pauline (* 1971), deutsche Historikerin und Archivarin
- Puppel, Reinhold († 1956), deutscher Kunsthändler
- Puppendahl, Linda (* 1999), deutsche Tennisspielerin
- Puppini, Umberto (1884–1946), italienischer Politiker und Professor für Hydraulik
- Puppo, Federico (* 1986), uruguayischer Fußballspieler
- Puppo, Giuseppe (1749–1827), italienischer Violinist und Komponist der Klassik
- Puppo, Roberto (1937–2024), argentinischer Fußballspieler und -trainer
- Puppo, Romano (1933–1994), italienischer Schauspieler
- Puppo, Sandro (1918–1986), italienischer Fußballspieler und -trainer

### Pupu
- Pupunu, Alfred (* 1969), tongaischer American-Football-Spieler
- Puputti, Tuula (* 1977), finnische Eishockeytorhüterin und -funktionärin